# Jäger-Regiment zu Pferde Nr. 7

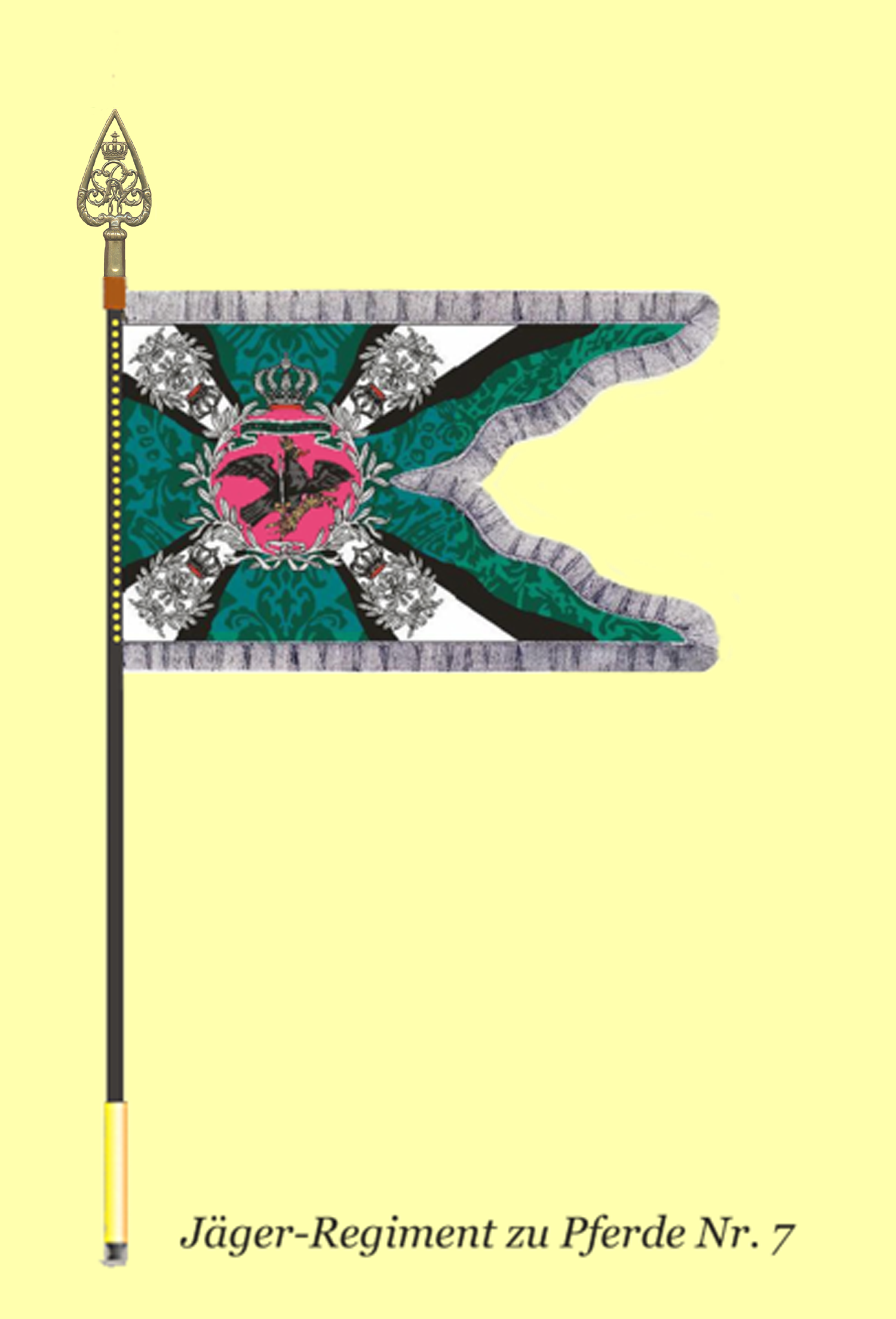
Regimentsstandarte

Das Jäger-Regiment zu Pferde Nr. 7 war ein Kavallerieverband der Preußischen Armee.

## Verbandszugehörigkeit
- VIII. Armee-Korps in Koblenz

Kommandierender General: Generalleutnant Tülff von Tschepe und Weidenbach
- 16. Division in Trier

Kommandeur: Generalleutnant von Lindenau
- 16. Kavallerie-Brigade in Trier

Kommandeur: Oberst Kleemann m.d.F.b.
- Regimentskommandeur: Major Freiherr von Tettau
- Garnison: Jägerkaserne Trier
- Stiftungstag des Regiments: 1. Oktober 1913

## Aufstellung
Mit Allerhöchster-Kabinetts-Order (A.K.O.) vom 4. September 1913 wurde zum 1. Oktober 1913 die Aufstellung eines Regiments Jäger zu Pferde mit der Nummer 7 befohlen.
Dazu mussten je eine Eskadron abgeben:
- das Husaren-Regiment Nr. 3
- das Husaren-Regiment Nr. 11
- das Husaren-Regiment Nr. 16
- das Jäger-Regiment zu Pferde Nr. 2
- das Ulanen-Regiment Nr. 13

Zu Beginn des Ersten Weltkrieges rückten die Jäger im Verband der 16. Kavallerie-Brigade (zusammen mit dem Jäger-Regiment zu Pferde Nr. 8) zunächst nach dem Westen aus. Am 7. August führten sie bei Stockem (Arlon) in Belgien eine Gefecht gegen die 4. escadron des 2e régiment de hussards. Im Frühjahr 1915 erfolgte die Verlegung an die Ostfront.  Hier wurde das Regiment seiner Aufgabenstellung gemäß im Patrouillen-, Sicherungs- und Aufklärungsdienst eingesetzt. Bis Ende 1917 befand es sich in Russisch Polen, um anschließend im Raum Kiew im Ordnungsdienst eingesetzt zu werden. Nach Beendigung des Krieges zog das Regiment, teilweise in Kampfhandlungen mit Aufständischen verwickelt, zurück nach Deutschland.
Am 21. Februar 1919 trafen die Jäger in Meppen ein, wo die Einheit anschließend demobilisiert und aufgelöst wurde.
Das Regiment hatte bis zur Auflösung seinen Kavalleriestatus behalten.
Die Tradition führte in der Reichswehr die 3. Eskadron des 9. (Preußisches) Reiter-Regiments in Beeskow fort.

## Uniform
Die Uniform war dem Stil der Kürassiere nachempfunden. Der Waffenrock war graugrün mit schwedischen Aufschlägen. Kragen, Aufschläge und Vorstöße waren hellgrün, die Abzeichenfarbe dagegen rosa, Knöpfe weiß, Stiefel und Lederzeug schwarz. Der Helm wie bei den Kürassieren, jedoch aus geschwärztem Blech mit Dragoneradler als Zier. Einfassungsschienen, Adler und Spitze waren aus Neusilber, die Schuppenketten aus Tombak. Auf den Schulterklappen befand sich die Regimentsnummer. Dieses Regiment war das erste der Neuaufstellungen, das keine Kürassier-, sondern Dragonerstiefel trug.

## Kommandeure
| Dienstgrad           | Name                  | Berufung          | Abberufung                                   |
| -------------------- | --------------------- | ----------------- | -------------------------------------------- |
| Major/Oberstleutnant | Otto von Tettau       | 1. Oktober 1913   | 25. November 1916                            |
| Major                | Axel von Wachtmeister | 26. November 1916 | 21. Januar 1917 (mit der Führung beauftragt) |
| Major                | Julius Andreae        | 22. Januar 1917   | 30. Juli 1917                                |
| Oberstleutnant       | Otto von Tettau       | 16. August 1917   | 5. Februar 1918                              |
| Major                | Mach                  | 6. Februar 1918   | 17. Dezember 1918                            |
| Oberstleutnant       | Otto von Tettau       | 18. Dezember 1918 | 1919                                         |